# 20歳のソウル
『20歳のソウル 奇跡の告別式、一日だけのブラスバンド』（はたちのソウル きせきのこくべつしき いちにちだけのブラスバンド）は、中井由梨子によるノンフィクション小説。2018年8月8日に小学館から刊行されたのち、2021年5月26日に『20歳のソウル』のタイトルで幻冬舎から文庫化された。

## 概要
2017年1月に20歳で死去した船橋市立船橋高等学校出身の浅野大義と、彼の志を引き継いだ吹奏楽部の人間模様を描く。
なお、浅野の告別式には彼が高校時代に所属していた吹奏楽部164名が参列し、高校時代に浅野が作曲した「市船soul」を演奏した。この楽曲は野球部の対外試合にて演奏されると得点が入ることから、「市船のチャンステーマ」とも呼ばれている。

## 書誌情報
- 中井由梨子 
  - 単行本：『20歳のソウル 奇跡の告別式、一日だけのブラスバンド』2018年8月08日発売、小学館、ISBN 978-4-09-388634-5[2]
  - 文庫本：『20歳のソウル』2021年5月26日発売、幻冬舎、ISBN 978-4-34-443086-0[3]

## 映画
幻冬舎文庫版同様に『20歳のソウル』（はたちのソウル）のタイトルで2022年5月27日に公開。監督は秋山純、主演は神尾楓珠。また、原作者の中井が脚本も手掛けている。文化庁「ARTS for the future!」補助対象事業作品。

### 製作
原作本や映画を含め、監督の秋山および原作者の中井が浅野家や市船等の各関係者への許可をとりながら長年大切に扱ってきた企画である。
2017年4月、浅野の母は大義のことを朝日新聞の「声」欄に投書したところ、朝刊の正式記事になった。その記事を見た秋山は、浅野の生きた証を多くの人に知ってもらいたいとの思いで、中井と共に企画を立ち上げた。中井は取材を開始し、その年の11月、音楽劇「JASMINE～神様からのおくりもの～」として舞台化した。その後、前出の書籍化・文庫化を経て、映画化の企画が実現した。
映画化にあたって秋山は「彼の生きた証を多くの人に知ってもらいたい。（映画化するにあたり）大義くんが我々を選んでくれたのだと信じています」とコメントした他、浅野役の神尾はこれがノンフィクションとは知らずに脚本を読んだといい、「いろんな方から話を伺い、浅野さんの人望が厚かったことやとても愛されていたことを感じながら、彼の生き様をしっかりと伝えていきたい」と意気込みを語っている。
なお、神尾は本作でトロンボーンやピアノ演奏にも挑戦しており、吹奏楽部顧問役の佐藤浩市とともに市立船橋高等学校吹奏楽部を訪問して演奏や合唱などを見学した他、佐藤も顧問の高橋健一本人から指揮法を学んだ。
2021年3月19日にクランクイン。3月19日は浅野の誕生日にあたる。船橋市中心でのロケ撮影となった。クランクイン時点では新型コロナウイルスでの緊急事態宣言が発令中だったことから、出演者・スタッフ全員が感染対策を徹底しながら撮影を行った。

### キャスト
- 浅野大義：神尾楓珠
- 浅野桂子：尾野真千子[11][12]
- 宮田夏月：福本莉子[13]
- 佐伯斗真：佐野晶哉（Aぇ! group / 関西ジャニーズJr.）[14][15]
- 秋田豪：前田航基[13]
- 田崎洋一：若林時英[13]
- ユッコ：佐藤美咲[16]
- ミナ：宮部のぞみ[16]
- 滝沢翔：松大航也[16]
- 消防隊員：塙宣之（ナイツ）[16]
- 浅野正義：菅原永二[16]
- 浅野千鶴：池田朱那[16]
- 黒木まどか：石崎なつみ[16]
- 浅野忠義：平泉成[13]
- 木村貴教：石黒賢（友情出演）[16]
- 星野拓朗：高橋克典[13]
- 高橋健一：佐藤浩市[4][5]

### スタッフ
- 原作：中井由梨子『20歳のソウル 奇跡の告別式、一日だけのブラスバンド』（小学館刊） / 『20歳のソウル』（幻冬舎文庫）
- 企画・監督：秋山純
- 脚本：中井由梨子
- エグゼクティブプロデューサー：福家康孝、飯田雅裕
- プロデューサー：渡久地翔、松本光司
- 協力プロデューサー：木村康信、笹野大司、梅本竜矢
- 撮影監督：百束尚浩
- 照明：北條誠
- 録音：戸部政明
- 美術：石井哲也
- 編集：岡田和実
- 装飾：竹原丈二、山田将大
- 小道具：森谷美千代
- スタイリスト：横尾早織
- ヘアメイク：田中紫央
- 助監督：宮下涼太
- 制作：松田好太郎
- スクリプター：吉木遼
- スタント：高橋昌志
- 音楽プロデューサー：安藤日出孝
- 劇伴：KOSEN
- 吹奏楽レコーディングディレクター：末崎正展
- サウンドデザイン：石井和之
- 宣伝：西田信貴、平岡祐子
- 協賛：米屋株式会社、QVCジャパン、ヤシカ車体
- 後援：東関東吹奏楽連盟、千葉県吹奏楽連盟、千葉日報社
- 楽器提供・演奏指導協力：ヤマハミュージックジャパン
- 制作プロダクション：プロジェクト ドーン[4]、JACO
- 配給：日活[4]
- 製作幹事：日活、朝日新聞社
- 製作：「20歳のソウル」製作委員会（日活、朝日新聞社、辻・本郷税理士法人、ねこじゃらし、bayfm78、USシネマ、TCエンタテインメント、グランマーブル、DOKUSO映画館、東京テアトル、チバテレ、スターキャット）

### 主題歌
Kenta Dedachi「Jasmine」（EPICレコードジャパン）
作詞：Kenta Dedachi / 作曲：浅野大義、KOSEN、Kenta Dedachi